# Aghbal
Aghbal – wieś w Iranie, w ostanie Azerbejdżan Zachodni, w szahrestanie Szahin Deż. W 2006 roku liczyła 713 mieszkańców.